# Gond-Pontouvre
Gond-Pontouvre – miejscowość i gmina we Francji, w regionie Nowa Akwitania, w departamencie Charente.
Według danych na rok 1990 gminę zamieszkiwało 6019 osób, a gęstość zaludnienia wynosiła 808 osób/km² (wśród 1467 gmin regionu Poitou-Charentes Gond-Pontouvre plasuje się na 27. miejscu pod względem liczby ludności, natomiast pod względem powierzchni na miejscu 969.).